# L'Abomination de Dunwich
L’Abomination de Dunwich (The Dunwich Horror) est une nouvelle fantastique de H. P. Lovecraft publiée pour la première fois dans le numéro d'avril 1929 du magazine Weird Tales. La nouvelle achevée par Lovecraft en 1928 est considérée comme l'une des histoires au cœur du Mythe de Cthulhu.

## Résumé
À Dunwich, un village reculé de l'État du Massachusetts, une albinos faible d'esprit du nom de Lavinia Whateley met au monde un enfant étrange, Wilbur, de père inconnu. Appartenant à une branche dégénérée de la famille Whateley, Lavinia réside dans une ferme isolée avec son père, le vieux Whateley, autodidacte qualifié de sorcier.
Les Whateley se mettent à acheter régulièrement plusieurs têtes de bétail, dont le cheptel ne paraît pourtant pas croître en nombre. Parallèlement, Wilbur grandit à une vitesse surnaturelle, apprenant rapidement à marcher, parler et lire. Avant de mourir, le vieux Whateley parvient à transmettre la totalité de son savoir interdit à son petit-fils.
En sus de mesurer plus de deux mètres et d'arborer des oreilles pointues ainsi qu'une « face de bouc sans menton », Wilbur Whateley — toujours boutonné de pied en cap — voit son nom mêlé à des rumeurs de disparitions d'animaux domestiques, voire d'enfants. Apeurée, Lavinia confie à des villageois qu'elle craint son fils, ce dernier la méprisant désormais ouvertement. Elle disparaît définitivement quelque temps plus tard.

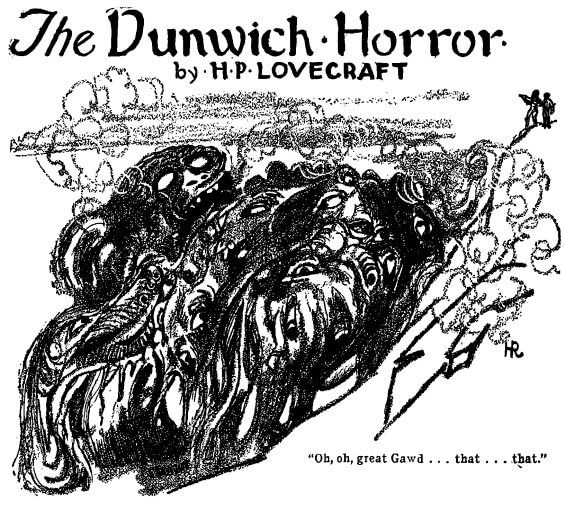
Le rejeton de Yog-Sothoth,
illustration de Hugh Rankin, Weird Tales, avril 1929.

Wilbur Whateley se rend dans la ville d'Arkham afin de compulser le Necronomicon, ouvrage blasphématoire dont la bibliothèque de l'université de Miskatonic conserve l'un des uniques exemplaires. Averti de certaines rumeurs, le bibliothécaire Henry Armitage s'oppose à ce que le répugnant visiteur emprunte le livre. Wilbur se heurte ensuite au même refus de la part de la bibliothèque de l'université Harvard, dûment prévenue par Armitage. Or, Whateley manifeste des signes de nervosité croissante en raison d'affaires pendantes relatives à sa ferme.
N'arrivant pas à consulter l'ouvrage, Wilbur finit par s'introduire de nuit dans la bibliothèque afin de le dérober. Un chien de garde, rendu fou par son odeur corporelle, s'attaque à lui avec une férocité inhabituelle et le tue. Lorsque le Dr Armitage et deux autres professeurs, Warren Rice et Francis Morgan, arrivent sur les lieux, ils aperçoivent le corps semi-humain de Wilbur avant qu'il ne se décompose sans laisser la moindre trace.
Avec la mort de Wilbur, personne ne s'occupe de la mystérieuse présence qui grandit dans la ferme Whateley. Un matin, la ferme explose et la chose, un monstre invisible, ravage Dunwich en se frayant un chemin à travers champs, arbres et ravins et laisse d'énormes empreintes de la taille de troncs d'arbres. Finalement, le monstre fait des incursions dans des zones inhabitées avant de tuer deux familles et plusieurs policiers. Dunwich est terrorisée jusqu'à l'arrivée d'Armitage, Rice et Morgan qui arrivent en ville avec les connaissances et les armes nécessaires pour éliminer le monstre. L'utilisation d'une poudre magique le rend visible juste assez longtemps pour qu'un membre de l'équipe puisse l'apercevoir et en reste sous le choc. L'énorme créature  appelle à l'aide - en anglais - juste avant que le sort ne l'anéantisse, laissant un immense espace complètement brûlé. La nature de la chose est finalement révélée : il s'avère qu'il s'agit du frère jumeau de Wilbur qui avait beaucoup plus de traits communs avec leur père, bien plus que Wilbur en fait.

## Personnages

### Famille Whateley
- le vieux Whateley - le père vieillissant et à moitié fou de Lavinia Whateley. Bon nombre de rumeurs et d'histoires effrayantes faisant état de pouvoirs magiques circulent sur son compte[2] . Il possède quantité de vieux grimoires ou d'extraits d'ouvrages qu'il utilise pour instruire son petit-fils Wilbur[3]. Il meurt de cause naturelle le 2 août 1924[4].
- Lavinia Whateley - l'un des rares personnages féminins de Lovecraft. Née vers 1878, elle est la fille célibataire du vieux Whateley et de sa femme décédée de mort violente inexpliquée alors qu'elle avait douze ans. Elle est décrite comme étant une femme quelque peu malformée, laide et albinos, parcourant les montagnes les jours d'orage et tentant de déchiffrer les anciens ouvrages hérités par son père. Elle n'a jamais été à l'école mais connaît une foule de choses incohérentes sur d'anciennes coutumes que son père le vieux Whateley lui a enseignées. Isolée et sous d'étranges influences, Lavinia passe ses journées plongée dans ses rêveries ou dans de curieuses occupations. Ailleurs, elle est surnommée "la frisée peu soignée". En 1913, elle donne naissance à Wilbur et on ne saura que plus tard que le père n'est autre que Yog-Sothot. Dans la nuit d'Halloween de 1926, elle disparaît dans de bien mystérieuses circonstances, probablement tuée ou sacrifiée par son fils.
- Wilbur Whateley - Né le 2 février 1913 à 05h du matin, il est décrit comme un nourrisson sombre à l'allure de bouc[5] et pour les voisins, il n'est que le morveux obscur de Lavinia. Très précoce, il est extrêmement grand et musclé dès l'âge de trois mois; à sept mois, il marche sans aucune aide[6] et commence à parler à l'âge de 11 mois seulement[7]. À trois ans, il ressemble à un garçon de dix ans[8] et à quatre ans et demi, il en paraît quinze. Ses joues paraissent pelucheuses, sombres et rugueuses et sa voix se brise[9]. Ses larges lèvres, sa peau jaunâtre et ses longues oreilles lui donnent un air animal particulièrement laid[7]. Il meurt à l'âge de quinze ans après avoir été attaqué par un chien de garde alors qu'il essaie de pénétrer dans la bibliothèque de Miskatonic le 3 août 1928. Ses vêtements cachent une moitié inférieure de corps et des jambes totalement difformes, dotées de tentacules et d'écailles, sans aucun rapport avec un être humain.

### Professeurs de l'université de Miskatonic
- Henry Armitage - le bibliothécaire principal de l'université de Miskatonic. Diplômé de Princeton et de l'université Johns Hopkins, ce personnage présente des similitudes avec l'auteur[10].
- Francis Morgan - professeur en médecine et anatomie comparée à l'université de Miskatonic. L'histoire parle de lui comme d'un individu jeune et mince faisant partie du trio ayant vaincu la créature de Dunwich.
- Warren Rice - professeur en langues classiques à l'université de Miskatonic, il est trapu et grisonnant.

## Inspiration

### Géographique

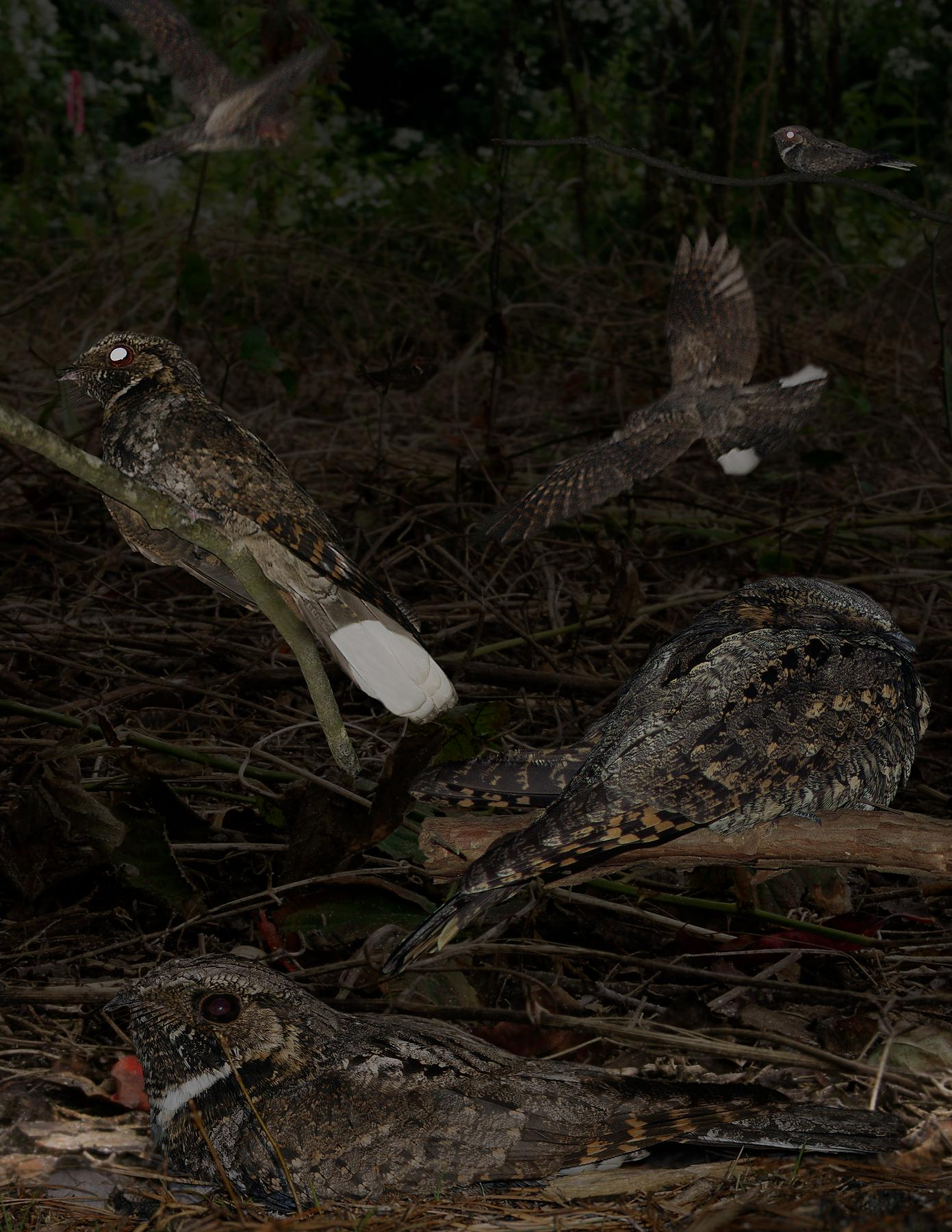
Des engoulevents bois-pourri.

Dans une lettre destinée à August Derleth, Lovecraft indique que la nouvelle se déroule dans les collines sauvages de la vallée supérieure de Miskatonic, au nord-ouest d'Arkham et est basé sur une série d'anciennes légendes de Nouvelle-Angleterre. L'une d'entre elles prétend que l'engoulevent bois-pourri peut retenir les âmes en partance.
Dans une autre lettre, Lovecraft écrit que « Dunwich rappelle vaguement la campagne autour de Springfield, Massachusetts dit Wilbraham, Monson et Hampden. » Robert M. Price note « que la majeure partie de la description de la campagne de Dunwich est un fidèle portrait de Wilbraham », citant le passage d'une lettre de Lovecraft à Zealia Bishop qui ressemblait à un passage du livre lui-même.
« When the road dips again there are streches of marshland that one instinctively dislikes, and indeed almost fears at evening when unseen whippoorwills chatter and the fireflies come out in abnormal profusion to the raucous, creepily insistent rhythms of stridently pipping bullfrogs. »
Certains chercheurs affirment que d'autres éléments situeraient l'action comme se déroulant dans la région d'Athol, Massachusetts. Ils prétendent aussi que le nom de Dunwich tire son inspiration de la ville de Greenwich qui a été intentionnellement inondée afin de créer Quabbin Réservoir, bien que Greenwich et les villes avoisinantes de Dana, Enfield et Prescott n'aient pas été submergées avant 1938. Donald R. Burleson souligne, en outre, que plusieurs noms tels que Bishop, Frye, Sawyer, Rice et Morgan sont des patronymes courants à Athol ou ont du moins à voir avec l'histoire de la ville.

### Littéraire
Les principales sources littéraires de Lovecraft sont les histoires de l'écrivain gallois Arthur Machen, particulièrement Le Grand Dieu Pan et The Novel of the black Seal. Ces deux histoires concernent des individus dont la mort révèle leur nature semi-humaine. Selon Robert M. Price, l'Abomination de Dunwich est un hommage à Machen, et même un pastiche. Peu d'éléments de l'histoire de Lovecraft ne reviennent en effet dans la fiction de Machen.
The Thing in the Woods de Margery Williams est une autre source citée car il y est fait état de deux frères vivant dans la forêt, l'un étant nettement moins humain que l'autre.
Le nom de Dunwich proviendrait, quant à lui, du livre de Machen intitulé La Terreur où le nom renvoie à une ville anglaise où l'entité titulaire est aperçue planant tel un nuage noir empli d'éclairs de feu. De même, Lovecraft s'inspire du livre Le Peuple Blanc de Machen pour trouver les termes occultes "Aklo" et "Voorish" de Wilbur Whateley.
Lovecraft semble également avoir été inspiré par l'histoire intitulée Ooze d'Anthony M. Rud (publiée dans Weird Tales en mars 1923) qui parlait d'un monstre gardé et nourri secrètement dans une maison de laquelle il finit par s'échapper pour tout anéantir.
Les traces du frère de Wilbur rappellent celles trouvées dans le roman court The Wendigo d'Algernon Blackwood qui est l'une des histoires d'horreur favorites de Lovecraft. L'histoire d'Ambrose Pierce intitulée The Damned Thing compte également un monstre invisible aux yeux de l'homme.

## Réception - Critiques
Lovecraft était très fier de l'Abomination de Dunwich, une histoire si diabolique que Farnsworth Wright, l'éditeur de Weird Tales n'osait pas la publier. Wright s'est ravisé rapidement et a envoyé, à Lovecraft, un chèque de 240$ équivalent à 2.800$ actuels soit le paiement le plus important que Lovecraft ait jamais touché jusque là.
Le critique Kingsley Amis a loué L'Abomination de Dunwich dans New Maps of Hell en disant que Lovecraft y avait atteint "un niveau mémorable de mesquinerie et de laideur". Dans la liste des "treize histoires d'horreur les plus terrifiantes", l'éditeur T. E. D. Klein place cette nouvelle de Lovecraft en quatrième position. Robert M. Price déclare, quant à lui, que parmi les écrits de Lovecraft, celui-ci était son préféréalors que S. T. Joshi considère que L'Abomination de Dunwich est "un raté esthétique dans le parcours de Lovecraft" en lui accordant, néanmoins, que "l'atmosphère  de la nouvelle est palpitante".

## Mythe de Cthulhu
Bien que Lovecraft mentionne le nom de Yog-Sothoth pour la première fois dans la nouvelle intitulée L'Affaire Charles Dexter Ward, c'est dans L'Abomination de Dunwich qu'il qualifie l'entité comme une de ses divinités extra-dimensionnelles. C'est aussi dans cette histoire que le Necronomicon fait son apparition la plus significative. De nombreuses autres figures symboliques du mythe de Cthulhu comme l'Université de Miskatonic, Arkham et Dunwich y apparaissent et font partie intégrante de l'histoire.

## Adaptations
- 1970 : Horreur à volonté (The Dunwich Horror), film américain réalisé par Daniel Haller.
- 1980 : Frayeurs (Paura nella città dei morti viventi), film italien réalisé par Lucio Fulci.
- 2009 : Dunwich, court-métrage américain réalisé par Christian Matzke et Sarah Tarling.
- 2009 : Witches,  un film de Leigh Scott.
- 2023 : L'Horreur de Dunwich, manga dessiné par Gou Tanabe[27].